# Irina Chabarowa
Irina Chabarowa (ros. Ирина Сергеевна Хабарова; ur. 18 marca 1966 w Swierdłowsku) – rosyjska lekkoatletka specjalizująca się w biegach sprinterskich, dwukrotna uczestniczka letnich igrzysk olimpijskich (Sydney 2000, Ateny 2004), srebrna medalistka olimpijska z Aten w biegu sztafetowym 4 x 100 metrów.

## Sukcesy sportowe
- dwukrotna mistrzyni Rosji w biegu na 200 metrów – 2002, 2004[1]
- halowa mistrzyni Rosji w biegu na 200 metrów – 2000[2]

| Rok  | Miasto    | Zawody                    | Konkurencja                               | Wynik                     |
| ---- | --------- | ------------------------- | ----------------------------------------- | ------------------------- |
| 2000 | Gandawa   | Halowe mistrzostwa Europy | bieg na 200 m                             | 5. miejsce                |
| 2000 | Sydney    | Igrzyska olimpijskie      | sztafeta 4 x 100 m                        | 5. miejsce                |
| 2001 | Edmonton  | Mistrzostwa świata        | sztafeta 4 x 100 m                        | 7. miejsce                |
| 2001 | Brisbane  | Igrzyska Dobrej Woli      | sztafeta 4 x 100 m                        | 4. miejsce                |
| 2002 | Monachium | Mistrzostwa Europy        | sztafeta 4 x 100 m                        | brązowy medal             |
| 2004 | Ateny     | Igrzyska olimpijskie      | sztafeta 4 x 100 m                        | srebrny medal             |
| 2006 | Göteborg  | Mistrzostwa Europy        | sztafeta 4 x 100 m bieg na 100 m          | złoty medal brązowy medal |
| 2007 | Osaka     | Mistrzostwa świata        | sztafeta 4 x 100 m {start w eliminacjach) | 5. miejsce                |

## Rekordy życiowe
- bieg na 60 metrów (hala) – 7,17 – Omsk 24/12/2005
- bieg na 100 metrów (stadion) – 11,18 – Tuła 15/07/2006
- bieg na 200 metrów (stadion) – 22,34 – Tuła 31/07/2004
- bieg na 200 metrów (hala) – 23,23 – Moskwa 19/02/1999

Halowa rekordzistka świata w sztafecie 4 × 200 metrów – 1:32,41 – Glasgow 29/01/2005.